# Otoci Badija, Planjak, Kamenjak, Bisače, Gojak, M. Sestrica, Majsan, M. i V. Stupa, Lučnjak te hrid Baretica
Otoci Badija, Planjak, Kamenjak, Bisače, Gojak, M. Sestrica, Majsan, M. i V. Stupa, Lučnjak te hrid Baretica este o arie protejată (sit de importanță comunitară — SCI) din Croația întinsă pe o suprafață de 152,64 ha, integral pe uscat.

## Localizare
Centrul sitului Otoci Badija, Planjak, Kamenjak, Bisače, Gojak, M. Sestrica, Majsan, M. i V. Stupa, Lučnjak te hrid Baretica este situat la coordonatele 42°57′11″N 17°10′06″E / 42.953089°N 17.168419°E.

## Înființare
Situl Otoci Badija, Planjak, Kamenjak, Bisače, Gojak, M. Sestrica, Majsan, M. i V. Stupa, Lučnjak te hrid Baretica a fost declarat sit de importanță comunitară în iulie 2013 pentru a proteja un număr necunoscut de specii din flora spontană și fauna sălbatică aflate în arealul zonei.

## Biodiversitate
Situată în ecoregiunea mediteraneană, aria protejată conține 1 habitat natural: Păduri de pin mediteraneene cu pini mezogeni endemici.
La baza desemnării sitului se află un număr nedeclarat de specii protejate.